# Michael Barrymore
Michael Ciaran Parker (4 de mayo de 1952) es un comediante inglés, más conocido por su papel de Michael Barrymore. 	
Su apariencia e hiperactiva personalidad, hicieron de él uno de los presentadores más populares de los programas de entretenimiento de la televisión británica.

## Créditos en televisión
- Now Who Do You Do? (1976)
- Seaside Special (1977)
- Cabaret Showtime (1978)
- Starburst (1981)
- Russ Abbot's Saturday Madhouse (1981)
- The Michael Barrymore Show (1983)
- Get Set Go (1984)
- Strike It Lucky (1986) (Name changed to Strike It Rich from 1996 to 1999 series)
- Saturday Night Out (1988)
- Mick And Mac (1990)
- Barrymore (1992)
- Twilight (1993)
- My Kind Of People (1995)
- Richard Reeves' Mung Bean Salad Show (1997)
- My Kind Of Music (1998)
- Kids Say The Funniest Things (1998)
- Animals Do The Funniest Things (1999)
- Barrymore On Broadway (2000)
- My Favourite Hymns At Christmas (2000)
- Bob Martin (2001)
- GMTV (2002)
- The Salon (2003)
- The Late Late Show (2003)
- Celebrity Big Brother (2006)
- The Friday Night Project (2006)
- The Bigger Picture with Graham Norton (2006)
- This Morning (2006)
- The Wright Stuff (2006)
- The Sharon Osbourne Show (2006)
- Offside (2006)
- Strike It Lucky - Interactive DVD (2006) - produced by FremantleMedia